# 화엽란아족
화엽란아족(禾葉蘭亞族, 학명: Agrostophyllinae 아그로스토필리나이[*])은 수상란족의 아족이다.

## 하위 분류
- 화엽란속(Agrostophyllum Blume)
- Earina Lindl.